# Poultney Bigelow
Poultney Bigelow (født 10. september 1855 i New York, død 28. maj 1954) var en amerikansk journalist og forfatter. Han var søn af John Bigelow.
Bigelow blev opdraget i Potsdam, hvor han blev bekendt med daværende kronprins, senere kejser Wilhelm II. Han studerede ved Yale og blev sagfører i New York, men opgav juraen for journalistikken. Han har siden foretaget talrige rejser i alle egne af verden, blandt andet for at studere tropekolonisation. Bigelow var krigskorrespondent til Times under den spansk-amerikanske krig og besejlede en del af de større europæiske floder i kano. Han skrev: Paddles and Politics down the Danube, The German Emperor and his Neighbours, The Borderland of Czar and Kaiser, History of the German Struggle for Liberty (4 bind, 1896), White Man’s Africa (1898).